# 市 (日本)

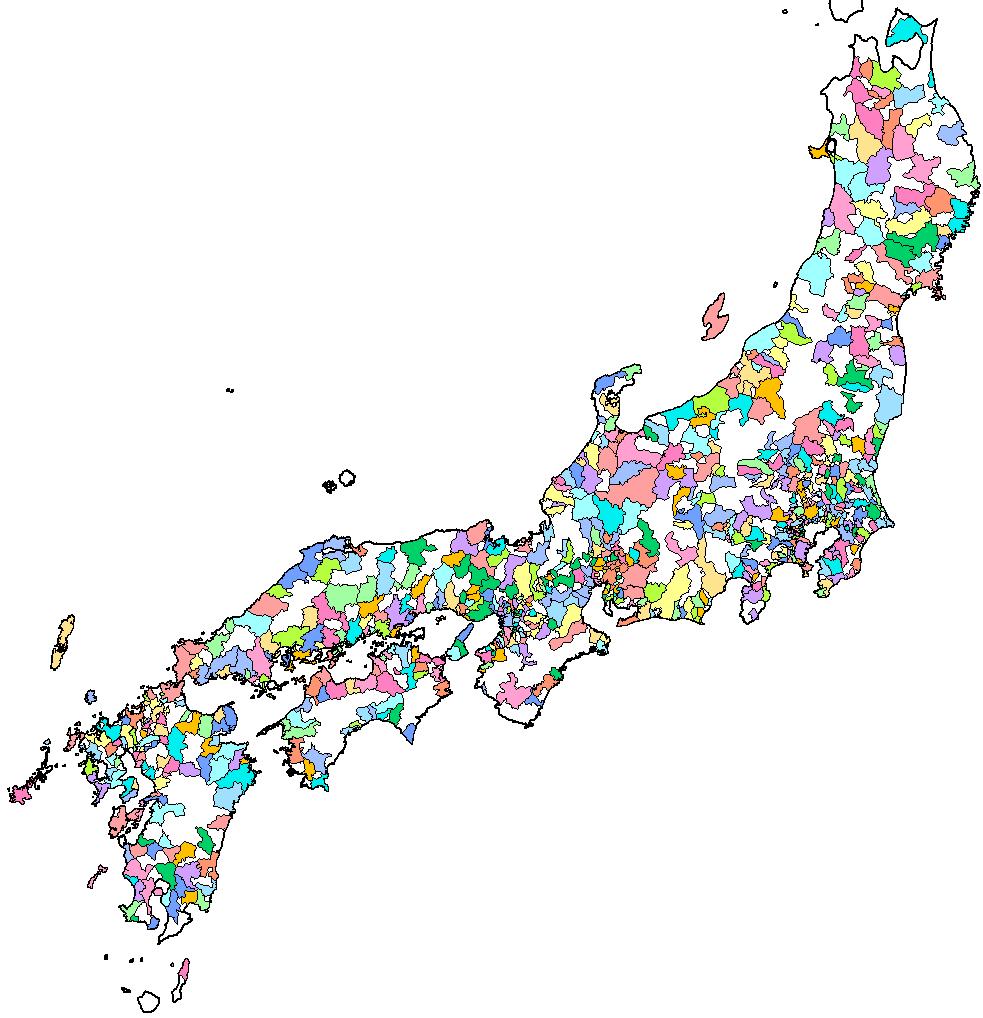
日本城市分布圖（不含北海道與沖繩縣）

市是日本的地方行政單位，與町、村同級，但不隸屬於郡。現行制度依據1947年《地方自治法》定義。

## 設市標準
根據《地方自治法》第8條，市制需滿足以下條件：
- 人口原則上達5萬以上
- 中心城區戶數佔總戶數60%以上
- 從事工商等都市型產業人口佔總人口60%以上
- 符合該都道府縣條例規定的其他條件

設市需經都道府縣知事與總務大臣批准。理論上未達標的市可能降格為町村，但至今未有實例。目前人口最少的歌志內市（北海道）僅3,000人，而同屬北海道的音更町人口卻超過4萬。
依據《市町村合併特例法》（2004年法律第59號），合併設市的人口門檻可放寬至3萬人，此措施旨在推動行政整併。近年單獨因人口增長（未經合併）而設市的案例。

### 大都市分類
內閣可指定人口20萬以上的城市為：
- 中核市：獲得部分都道府縣權限下放
- 政令指定都市：獲得更廣泛的自治權限

### 東京都特殊地位
東京都在1943年前原為東京市，現改制為具特殊地位的「都」，其下轄的23個特別區行政地位類同於市。都內還包含多個普通市町村。

## 歷史沿革
中古時期的日本，在工商繁榮的人口聚集地設「町」，農民居住的聚落則設「村」。進入明治時期後，日本政府於明治11年（1878年）7月制定《郡區町村編制法》，在人口密集地或交通要地設「區」。

### 市制
1888年《市制》頒布後，政府方面一直鼓勵市町村間的合併，其中首要的是合併升格為市；加上升格成市能獲得較多的資源與權力下放，所以市的數量越來越多，町、村的數量則逐漸減少。於1889年明治大合併期間首次設立39個市，各道都府縣原則上僅設1市，部分地區設2市（如山形縣、大阪府等），宮崎縣直至1924年才出現首個市。當時尚未完全建制為府的沖繩縣與北海道，主要城鎮仍維持「區」建制，直至1920年代才陸續改制為市。
二戰結束前，日本亦在台灣、樺太、關東州等外地實施市制（如「台灣市制」），但朝鮮沒有實施市制，而是以「府」代之。

#### 廢除
至1945年，全國城市數增至205個。昭和22年（1947年）通過《地方自治法》後，市制被廢除，改以該法做為「市」設置的法源依據，並持續迄今。二戰後經歷昭和大合併，城市數量在1950年代幾乎翻倍，並於21世紀初超越町的數量。
截至2018年10月，日本共有792個市。

## 外部連結
- 日本城市領導人目錄與制度概覽（2012年）
- Jacobs, A. J. . Urban Studies Research. 2011, 2011: 1–14. doi:10.1155/2011/692764 .
- 日本大城市體系（圖表見第1頁/PDF第7頁） 的存檔，存档日期2019-09-17.